# Torny
Torny (toponimo francese) è un comune svizzero di 933 abitanti del Canton Friburgo, nel distretto della Glâne.

## Storia
Il comune di Torny è stato istituito il 1º gennaio 2004 con la fusione dei comuni soppressi di Middes e Torny-le-Grand.

## Geografia antropica
Le frazioni di Torny sono:
- Middes[2]
  - Torny-Pittet[3]
- Torny-le-Grand[4]

## Amministrazione
Ogni famiglia originaria del luogo fa parte del comune patriziale che ha la responsabilità della manutenzione di ogni bene comune.